# Somorjai Gábor
Somorjai Gábor Árpád, született Steiner (Budapest, 1935. május 4. – 2025. július 7.) a Kaliforniai Egyetem (Berkeley) kémiaprofesszora, vezető kutató a felületi kémia és katalízis területén, különös tekintettel a fémfelületek gázfázisú reakciókra kifejtett katalitikus hatásaira („heterogén katalízis”).

## Élete
1935-ben született Budapesten, zsidó szülők gyermekeként, 
Steiner Károly bankhivatalnok és Ormos Lívia fiaként. 1944-ben Raoul Wallenberg segítségével menekült meg, aki svéd menlevelet állított ki anyja, nővére és az ő számára is. Apja a mauthauseni koncentrációs táborból tért haza.
Középiskolai tanulmányait az ELTE Trefort Ágoston Gyakorlóiskolában végezte, ahol 1953-ban érettségizett. Ezt követően a Budapesti Műszaki Egyetem vegyészmérnöki karán folytatta tanulmányait. 1956-ban negyedéves hallgatóként aktívan részt vett a forradalomban, így el kellett hagynia az országot.  

### Nyugaton
Nővérével és későbbi feleségével, Káldor Judittal először Bécsbe mentek, ahol találkoztak egy kaliforniai professzorral, Tóbiás Kornéllal. A professzor beajánlotta őt bátyjának, Tóbiás Károlynak, aki a Kaliforniai Egyetemen tanított. Így Judittal az USA-ba emigráltak.  
1960-ban megszerezte kémiából a doktori fokozatot, majd több mint három évig az IBM-nél dolgozott. 1962-ben megkapta az amerikai állampolgárságot. 1964-ben a berkeley-i Kaliforniai Egyetemre került, ahol 1967-ig adjunktus, 1972-ig docens, azóta a kémia professzora. 
Érdeklődése a különféle felületek felé irányul. A katalízis és a felületi kémia vezető szakértőjévé vált, különös tekintettel a fémfelületek katalitikus hatásaira. 
1989 után a Budapesti Műszaki Egyetemmel együttműködve egy programot hozott létre, mely a magyar mérnök-hallgatók tanulmányait teszi lehetővé az Amerikai Egyesült Államokban. 1990-ben a Magyar Tudományos Akadémia felvette tiszteleti tagjai sorába.
Feleségével és két gyermekükkel a kaliforniai Berkeley-ben éltek.

## Díjai, elismerései
- Kémiai Wolf-díj (1998) – A tudományterület fejlődéséhez való hozzájárulásáért
- Linus Pauling Díj (2000)
- Nemzeti Tudományos Érem (2001)
- Priestley-érem (2008)
- BBVA Alapítvány Tudás Határai Díj (2010)
- NAS-díj a kémiai tudományok területén (2013)
- Amerikai Vegyészeti Társaság William H. Nichols Díja (2015)